# Труш Аріадна Михайлівна
Аріадна Михайлівна Драгоманова, у шлюбі Труш (27 (15) березня 1877, Женева, Швейцарія — 1954, Львів) —  українська публіцистка , дочка Михайла Драгоманова. Племінниця Олени Пчілки та кузина Лесі Українки. Сестра Лідії Шишманової та Світозара Драгоманова. Дружина маляра Івана Труша. Авторка спогадів про Лесю Українку.

## Життєпис

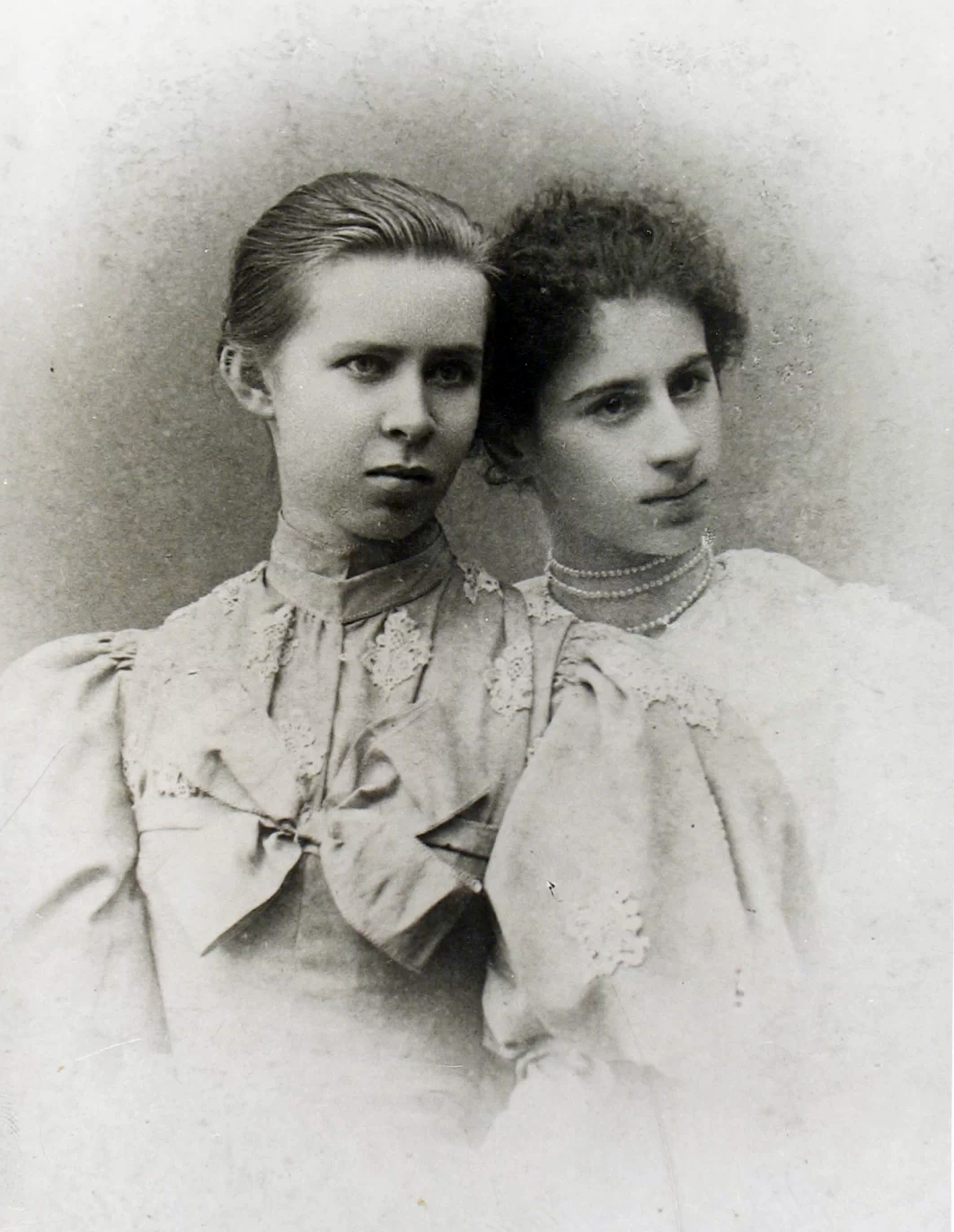
Кузини Леся Українка та Рада Драгоманова. 1894 р.

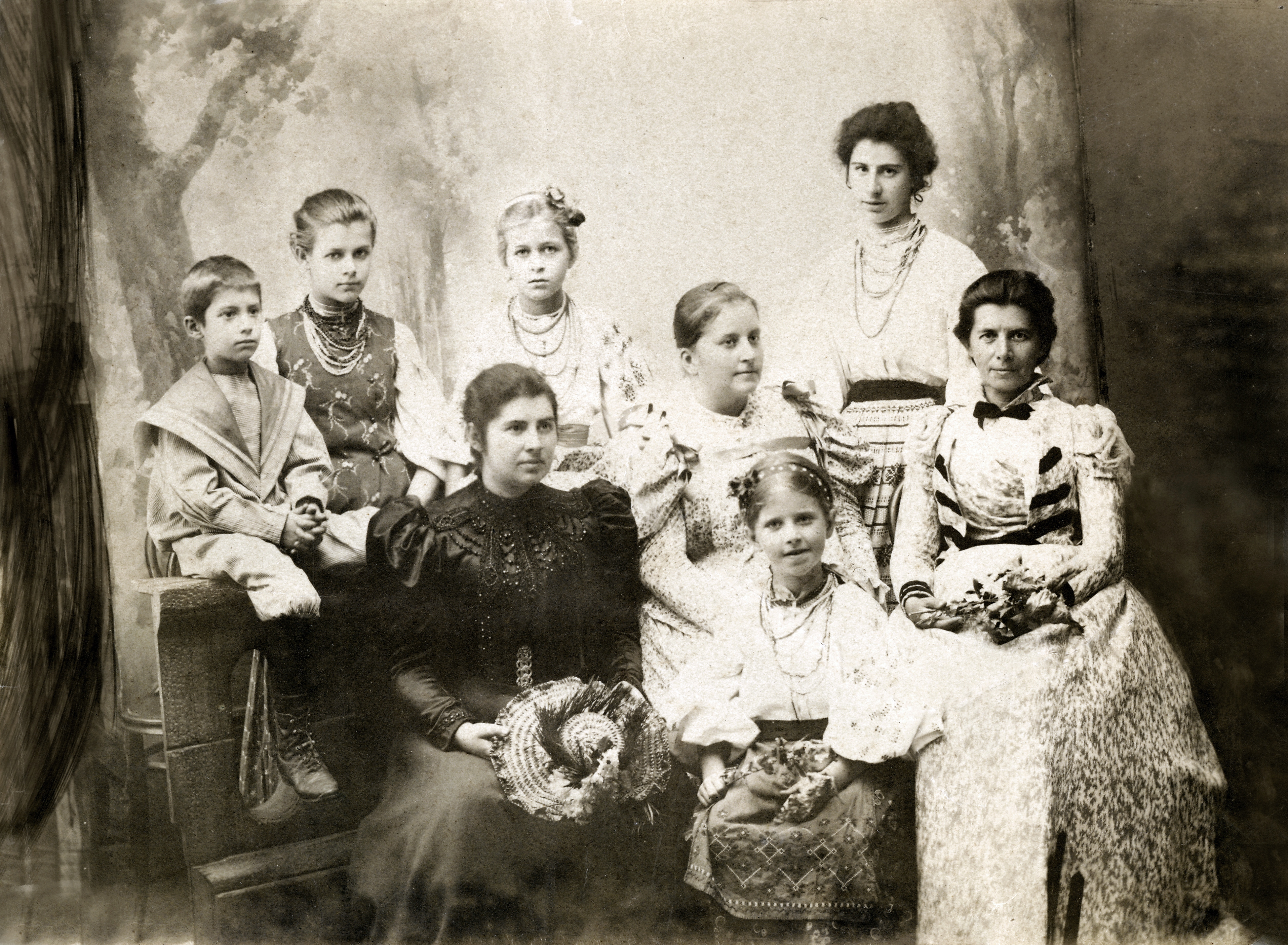
Драгоманови й Косачі у 1890-х. Сидять, зліва направо: Світозар, Лідія, Олександра (дружина Олександра Драгоманова) з донькою Оксаною, Олена Пчілка. Стоять, зліва направо: Оксана й Ізидора Косач та Аріадна Драгоманова

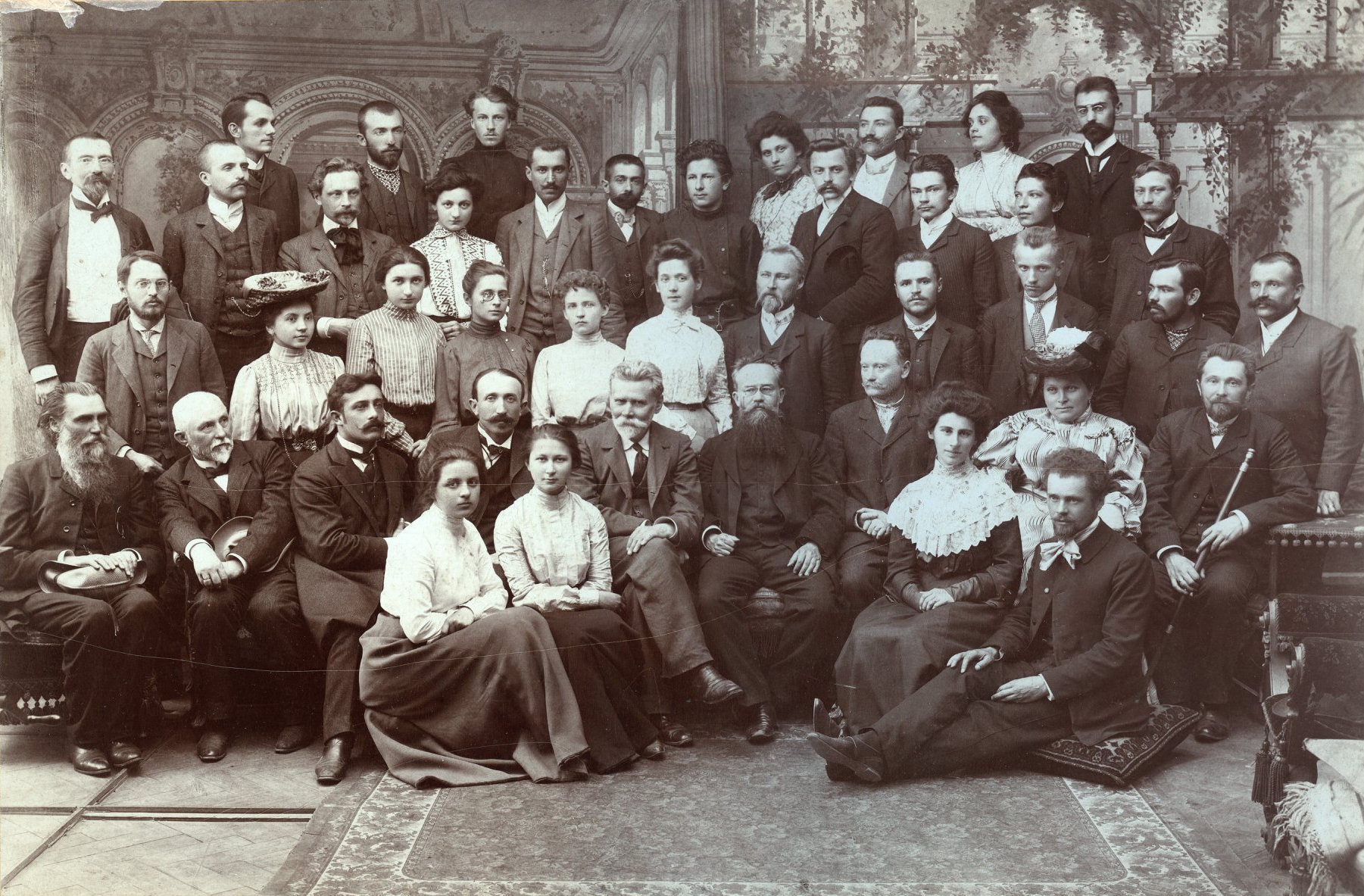
Викладачі та студенти Наукових курсів українознавства у Львові (організованих ТПУНЛШ), 5 липня 1904 р. Зліва направо: перший ряд (сидять): М. Дверницька, В. Чикаленківна, А. Трушева, І. Труш;
другий ряд (сидять): П. Рябков, Т. Ревакович, І. Брик, М. Ганкевич, Хв. Вовк, М. Грушевський, І. Франко, М. Грушевська, Вол. Гнатюк;
третій ряд (стоять): Вол. Дорошенко, М. Підлісецька (Мудракова), Г. Чикаленківна, К. Голицинська, О. Андрієвська, М. Липа, І. Липа, Ф. Шолудько, В. Панейко, Л. Сміщук, Л. Гарматій;
четвертий ряд (стоять): Вол. Лаврівський, Е. Голицинський, Юл. Бачинський, М. Крушельницька (Дроздовська), Дм. Дорошенко, Я. Грушкевич, Л. Чикаленко, Мих. Грушкевич, Ст. Дольницький, А. Хомик, М. Росткович;
п'ятий ряд (стоять): Юл. Ситник, Ол. Скоропис, Дм. Розов, Д. Старосольська (Шухевичівна), Вол. Загайкевич, Т. Єрми (п-ні Боднарова), Мих. Мочульський.

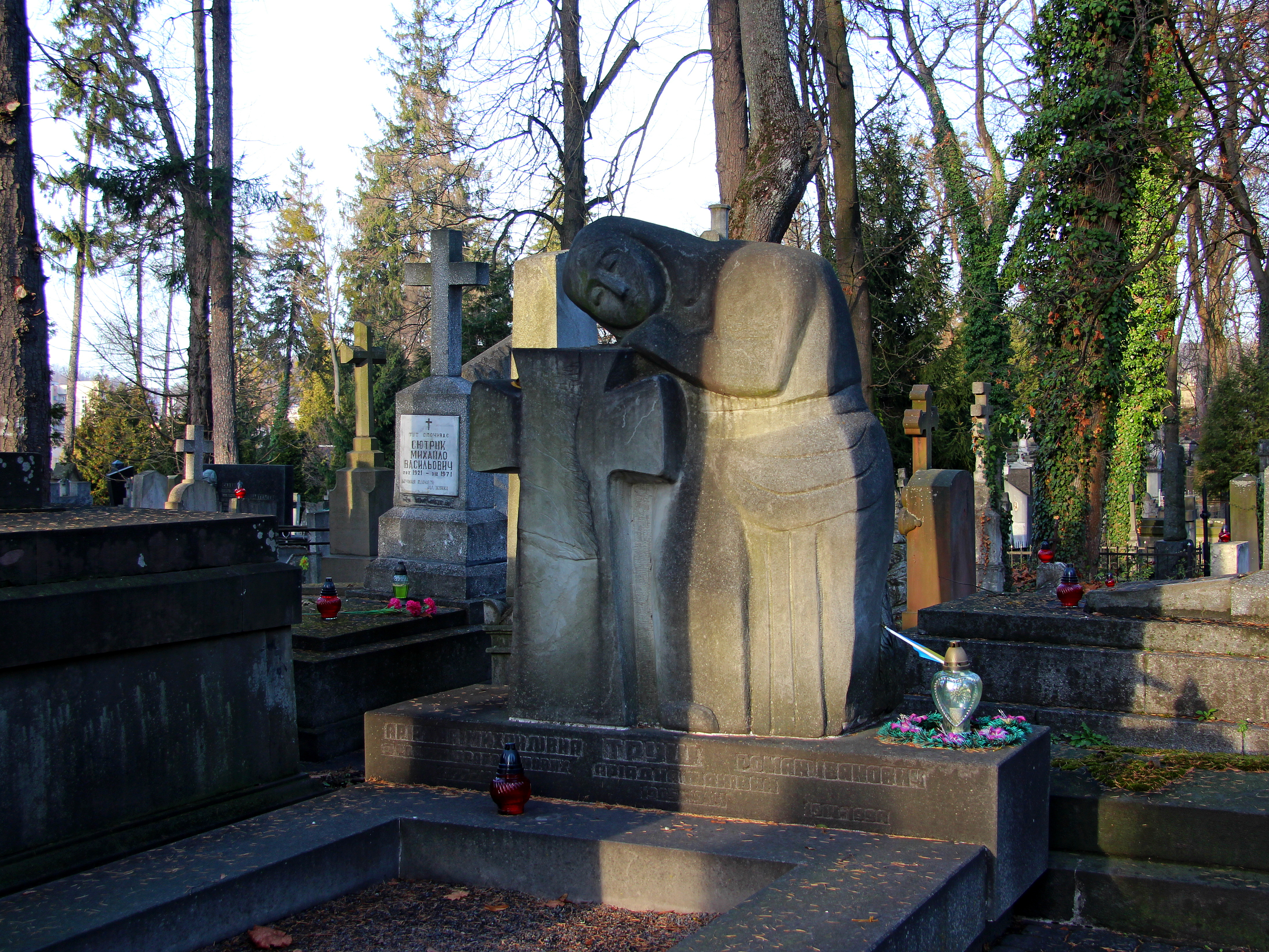
Могила родини Трушів на 4 полі Личаківського цвинтаря у Львові

Народилася 27 (15) березня 1877 року в родині Михайла Драгоманова та Людмила Драгоманової (Кучинської) у Женеві, де з осені 1876 р. через вимушену з політичних причин еміграцію мешкала родина Драгоманових.
Освіту здобула в Сорбонні, студіювала літературу, історію, філософію та математику.
1889 р. разом з батьками переїхала до Софії, де навчалася малярству в Софійській мистецькій школі.
У 1894—1895 рр. родину Драгоманових відвідала Радина кузина письменниця Леся Українка, мешкаючи в їхньому будинку в Софії. Влітку Рада разом із Лесею та старшою сестрою Лідою відпочивала у Владаї, після чого усі троє дівчат зблизилися, заприятелювали.
20 червня 1895 року помер батько Михайло Драгоманов.
1897 року разом із родиною старшої сестри Лідії Шишманової відвідала Україну.
Восени 1899 р. разом з матір'ю переїхала з Софії до Києва на постійне проживання в Україні.
1900 р. Олена Пчілка запросила Івана Труша на Полтавщину. Тут у родинному маєтку Драгоманових в Гадячі Рада познайомилася з ним.
Аріадна була у дуже близьких стосунках із Лесею Українкою, письменниця присвятила їй поезію: «На пам'ять 31 іюля 1895 р.», проте 1902 року родинні та дружні стосунки між сестрами майже припинилися (що болісно переживала Леся) через історію з портретом Українки роботи Івана Труша.
21 січня 1904 року Аріадна Драгоманова та Іван Труш обвінчалися у Києві.
Народила 4 дітей: Оксану, Аріадну (21 січня 1906, у шлюбі — Слоневська), Мирона (1908) та Романа (23 серпня 1914).
Померла Аріадна Труш 1954 року, похована у Львові на полі № 4 Личаківського цвинтаря.

## Творчість
Залишила спогади про Лесю Українку, які записала О. П. Тушкан (рукопис зберігається у Київському музеї видатних діячів української культури Лесі Українки, Миколи Лисенка, Панаса Саксаганського, Михайла Старицького).